# Niderlandzki Instytut Historii Sztuki (RKD)
Niderlandzki Instytut Historii Sztuki (RKD) (niderl. Nederlands Instituut voor Kunstgescheidis) – światowe centrum wiedzy i dokumentacji historycznej w dziedzinie sztuk wizualnych; do 2013 pod nazwą Rijksbureau voor Kunsthistorische Documentatie, w skrócie RKD.
Instytut pozyskuje, gromadzi, bada i udostępnia informacje z zakresu historii sztuki muzeom, instytucjom zajmującym się dziedzictwem kulturowym i badawczym, branży aukcyjnej, handlowi dziełami sztuki, profesjonalistom i osobom prywatnym. Jego siedziba mieści się w budynku Holenderskiej Biblioteki Narodowej w Hadze.

## Historia
Instytucja zapoczątkowała swoją działalność w 1932 w Hadze, jako Rijksbureau voor Kunsthistorische en Ikonografische Documentatie. Podstawą kolekcji były darowizny trzech osób: Fritsa Lugta (1884–1970) – historyka sztuki i właściciela ogromnej kolekcji rysunków i grafik; Cornelisa Hofstede de Groota (1863–1930) – kolekcjonera, historyka sztuki i kustosza muzeów oraz Eltja van Beresteyna (1876–1948) – darczyńcę materiałów na temat portretu holenderskiego.

## Zbiory
RKD posiada największą na świecie kolekcję dokumentacji wizualnej dotyczącą sztuki zachodniej, od późnego średniowiecza do współczesności. Dysponuje około 7 milionami fotografii, reprodukcji i cyfrowych obrazów dzieł sztuki, obejmujących malarstwo, rysunki, rzeźby, grafiki, malarstwo monumentalne, a także sztukę nowoczesnych mediów i designu. Kolekcja RKD podzielona jest na poszczególne zbiory, takie jak biblioteka, dokumentacja wizualna, materiały archiwalne, dokumentacja prasowa i dokumentacja techniczna.
Zbiory biblioteczne obejmują ogólną literaturę o sztuce, słowniki, monografie, wczesne wydania i rzadkie książki oraz katalogi aukcyjne. Zbiór katalogów aukcyjnych należy do najbardziej obszernych i najważniejszych na świecie, ma też szczególną wartość ze względu na dużą liczbę egzemplarzy opatrzonych adnotacjami, zapisanymi przez właścicieli na marginesach. Zawierają one dodatkowe informacje, takie jak ceny, nazwiska kupujących i inne szczegóły. Najstarsze katalogi aukcyjne znajdujące się w tym zbiorze pochodzą z XVII wieku. Wiele z publikacji zgromadzonych w bibliotece jest dostępnych w formie cyfrowej.
Kolekcja archiwaliów gromadzi unikalne materiały pochodzące od artystów, stowarzyszeń artystycznych, historyków i krytyków sztuki, handlarzy dziełami sztuki i kolekcjonerów związanych z niderlandzką sztuką wizualną i designem. Dokumentacja prasowa jest zbiorem milionów wycinków prasowych i drobnych druków o sztuce i artystach, zaś dokumentacja techniczna – danymi materiałowo-technicznymi o dziełach sztuki. Wszystkie te zbiory są dostępne dla publiczności w czytelniach RKD.
W sumie dostępnych jest ponad 225 000 rekordów o artystach i ponad 70 000 rekordów o dziełach sztuki. Biblioteka zgromadziła około 500 000 tytułów, z czego blisko 180 000 to katalogi aukcyjne. Posiada 4100 czasopism niderlandzkich i międzynarodowych, z czego około 150 tytułów znajduje się w bieżącej prenumeracie. Chociaż większość tekstów jest w języku niderlandzkim, standardowy format rekordu zawiera łącza do wpisów bibliotecznych i obrazów znanych dzieł, które obejmują tytuły w języku angielskim i niderlandzkim.
RKD prowadzi platformę internetową z otwartym dostępem. Chociaż nie wszystkie zbiory zostały zdigitalizowane, wiele metadanych jest dostępnych online, w tym m.in. biograficzne i bibliograficzne dane dotyczące artystów, cyfrowe reprodukcje ich dzieł i kolekcji, fotokopie dotyczących ich dokumentów. Informacje te są dostępne w języku niderlandzkim i angielskim.

## Badania i działalność naukowa
RKD współpracuje z różnymi międzynarodowymi muzeami, instytucjami zajmującymi się dziedzictwem kulturowym i badawczymi, w tym z
CODART, Rubenianum, Onderzoekschool Kunstgeschiedenis i Międzynarodowym Stowarzyszeniem Instytutów Badawczych Historii Sztuki (RIHA).
RKD uczestniczy także w różnych wiodących projektach. Wraz z Rubenianum udostępniona jest sztuka flamandzka od XVI do XVIII wieku. Baza danych Rembrandt udostępnia naukowcom i społeczeństwu dokumentację techniczną z ponad 30 międzynarodowych instytucji. Projekt Mondriaan Edition oferuje w formie cyfrowej naukową edycję korespondencji i pism naukowych Mondriaana. Zaś De Leidse Kunstambachten umożliwia nowy wgląd w życie kulturalne Lejdy w latach 1475–1575. Partnerem merytorycznym RKD jest Hiscox.